# Колбовичі
Колбовичі (біл. Ко́лбавічы) — село в Білорусі, у Барановицькому районі Берестейської області. Входить у склад Подгорновської сільської ради. Знаходиться за 49 км на південний захід від Барановичів, за 25 км від залізничної станції Лісова на лінії Барановичі — Брест, на річці Шнара.

## Історія
Відоме з 1567 року як власність шляхтичів Івановичів, Федоровичів, Яцків.
Адміністративно після поділів Речі Посполитої опинилось у складі Шиловицької волості Слонімського повіту Гродненської губернії. після підписання Ризького миру з 1921 року в складі Польщі, а з 1939 року у складі БРСР. Там з 15 січня 1940 року входило до складу Битенського району Барановицької, з 8 січня 1954 року Брестської областей. Врешті з 4 жовтня 1957 року у складі Барановицького району.
У роки Великої Вітчизняної війни з кінця червня 1941 року до початку липня 1944 року окуповане німецькими військами. На фронтах війни загинуло 10 жителів села. У вересні 1943 року нацисти спалили село і вбили 162 жителі. Після війни село відбудовано.
У 1965 році археолог Василь Супрун досліджував сліди поселення в урочищі Ведмежа гірка.

## Населення
XX століття:
- 1905 рік — 255 жителів;
- 1940 рік — 85 дворів, 312 жителів;
- 1959 рік — 305 жителів;
- 1970 рік — 364 жителі;
- 1998 рік — 81 двір, 131 житель.

XXI століття:
- 2005 рік — 119 жителів, 65 дворів.